# Eyvor Lindberg

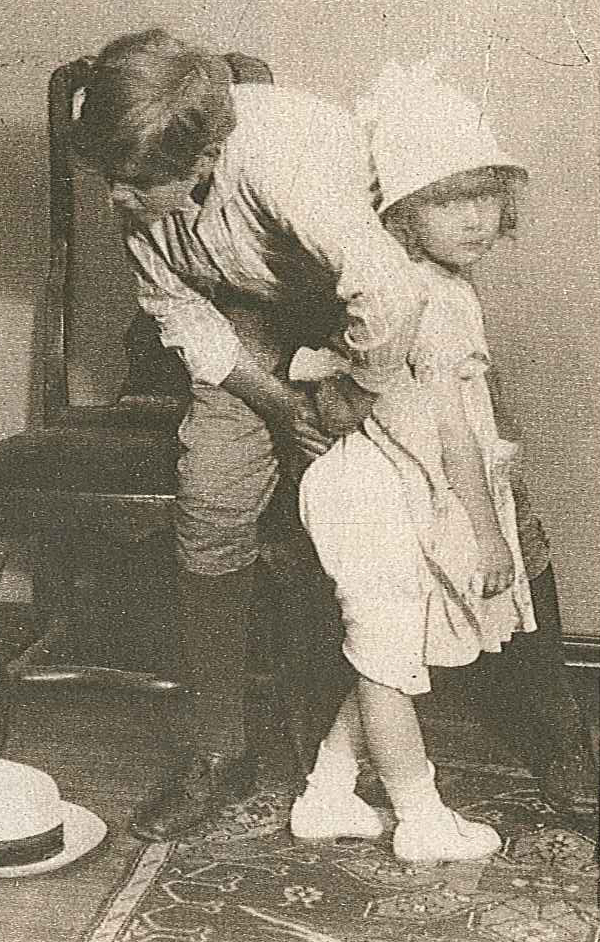
Eyvor Lindberg och Palle Brunius som filmsyskonparet Vinner i filmen Ombytta roller.

Eyvor Lindberg, födelseår okänt (Svenska Filminstitutet uppskattar det till cirka 1914), var en svensk barnskådespelerska. Hon medverkade 1920 i en serie i samtiden uppskattade kortfilmer regisserade av Pauline Brunius om den fiktiva borgerliga familjen Vinner, vari hon spelade dottern "Lillan". Hennes föräldrar spelades genomgående av det äkta skådespelarparet Olof och Frida Winnerstrand.

## Filmografi
- 1920 – Ombytta roller - Lillan
- 1920 – Trollsländan - Lillan
- 1921 – Lev livet leende - Lillan
- 1921 – Ryggskott - Lillan
- 1924 – Herr Vinners stenåldersdröm - Lillan